# Grasski-Weltmeisterschaft 2005
Die 14. Grasski-Weltmeisterschaft fand vom 7. bis 9. September 2005 in Dizin im Iran statt.

## Teilnehmer
57 Sportler (39 Männer und 18 Frauen) aus acht Nationen nahmen an der Weltmeisterschaft teil (in Klammer die Anzahl der Herren und Damen):
- Deutschland (2 + 2)
- Iran (10 + 6)
- Italien (7 + 2)
- Japan (3 + 2)
- Österreich (5 + 1)
- Schweiz (4 + 1)
- Slowakei (0 + 1)
- Tschechien (8 + 3)

Erfolgreichste Teilnehmer waren der Tscheche Jan Němec, die Schweizerin Nadja Vogel und die Österreicherin Ingrid Hirschhofer mit jeweils zwei Goldmedaillen.

## Medaillenspiegel
| Platz | Land        | Gold | Silber | Bronze | Gesamt |
| ----- | ----------- | ---- | ------ | ------ | ------ |
| 1     | Italien     | 2    | 4      | 2      | 8      |
| 2     | Tschechien  | 2    | 2      | 3      | 7      |
| 3     | Schweiz     | 2    | –      | 2      | 4      |
| 4     | Österreich  | 2    | –      | 1      | 3      |
| 5     | Deutschland | –    | 2      | –      | 2      |

## Ergebnisse Herren

### Slalom
| Platz | Name                   | Land | Zeit 1. | Zeit 2. | Gesamt      |
| ----- | ---------------------- | ---- | ------- | ------- | ----------- |
| 01    | Jan Němec              | CZE  | 26,26 s | 28,77 s | 55,03 s     |
| 02    | Stefano Sartori        | ITA  | 26,41 s | 29,30 s | 55,71 s     |
| 03    | Edoardo Frau           | ITA  | 26,66 s | 30,07 s | 56,73 s     |
| 04    | Michael Stocker        | AUT  | 27,63 s | 29,58 s | 57,21 s     |
| 05    | Fausto Cerentin        | ITA  | 27,31 s | 30,25 s | 57,56 s     |
| 06    | Pietro Guerini         | ITA  | 27,82 s | 29,93 s | 57,75 s     |
| 07    | Daniel Graf            | SUI  | 27,59 s | 30,28 s | 57,87 s     |
| 08    | Stefan Portmann        | SUI  | 27,72 s | 30,23 s | 57,95 s     |
| 09    | Michal Klimeš          | CZE  | 27,84 s | 30,26 s | 58,10 s     |
| 10    | Domenic Senn           | SUI  | 28,33 s | 30,27 s | 58,70 s     |
| 11    | Martin Štěpánek        | CZE  | 27,49 s | 31,27 s | 58,76 s     |
| 12    | Peter Paukovits        | AUT  | 28,03 s | 30,75 s | 58,78 s     |
| 13    | Marc Zickbauer         | AUT  | 28,24 s | 30,78 s | 59,02 s     |
| 14    | Mario Matter           | SUI  | 28,58 s | 31,39 s | 59,97 s     |
| 15    | Rahmatollah Moghdid    | IRN  | 28,67 s | 31,31 s | 59,98 s     |
| 16    | Alidad Saveh Shemshaki | IRN  | 28,66 s | 31,83 s | 1:00,49 min |
| 17    | Takuya Asukai          | JPN  | 29,19 s | 32,29 s | 1:01,48 min |
| 18    | Seyed Reza Seyd        | IRN  | 29,84 s | 31,78 s | 1:01,62 min |
| 19    | Afshin Kalhor          | IRN  | 29,63 s | 32,29 s | 1:01,92 min |
| 20    | Jindřich Jež           | CZE  | 27,70 s | 34,55 s | 1:02,25 min |
| 21    | André Weihrauch        | GER  | 30,46 s | 32,82 s | 1:03,28 min |
| 22    | Toyohiko Ishikawa      | JPN  | 30,36 s | 33,40 s | 1:03,76 min |
| 23    | Aleš Mlíčka            | CZE  | 28,56 s | 35,53 s | 1:04,09 min |
| 24    | Lorenzo Gritti         | ITA  | 27,85 s | 37,65 s | 1:05,50 min |
| 25    | Stefano Strazzabosco   | ITA  | 28,96 s | 37,20 s | 1:06,16 min |
| 26    | Jan Gardavský          | CZE  | 28,85 s | 37,62 s | 1:06,47 min |
| 27    | Masayuki Kikawa        | JPN  | 30,21 s | 40,83 s | 1:11,04 min |

Datum: 7. September 2005

Startzeit: 14:00 Uhr / 16:30 Uhr
Von 39 gestarteten Läufern fielen sechs aus und ebenso viele wurden disqualifiziert; 27 Läufer (69 Prozent) kamen in die Wertung.
- Ausgeschieden im ersten Lauf (2):

Lukáš Brýdl (CZE), Andreas Lechner (AUT)
- Disqualifiziert im ersten Lauf (2):

Mahmood Gholami (IRN), Seyed Mojtaba Seyd (IRA)
- Ausgeschieden im zweiten Lauf (4):

Riccardo Lorenzone (ITA), Marcus Peschek (AUT), Hossein Kalhor (1982) (IRN), Seyed Javad Seyd (IRN)
- Disqualifiziert im zweiten Lauf (4):

Jiří Russwurm (CZE), Hossein Kalhor (1984) (IRN), Michael Bernshausen (GER), Seyed Yasser Seyd (IRN)

### Riesenslalom
| Platz | Name                   | Land | Zeit 1. | Zeit 2. | Gesamt  |
| ----- | ---------------------- | ---- | ------- | ------- | ------- |
| 01    | Stefano Sartori        | ITA  | 25,12 s | 24,75 s | 49,87 s |
| 02    | Jan Němec              | CZE  | 25,21 s | 25,27 s | 50,48 s |
| 03    | Edoardo Frau           | ITA  | 25,47 s | 25,21 s | 50,68 s |
| 04    | Riccardo Lorenzone     | ITA  | 25,70 s | 25,24 s | 50,94 s |
| 05    | Marcus Peschek         | AUT  | 25,77 s | 25,30 s | 51,07 s |
| 06    | Fausto Cerentin        | ITA  | 25,98 s | 25,49 s | 51,47 s |
| 07    | Lorenzo Gritti         | ITA  | 26,12 s | 25,52 s | 51,64 s |
| 08    | Jindřich Jež           | CZE  | 26,37 s | 25,37 s | 51,74 s |
| 09    | Domenic Senn           | SUI  | 26,20 s | 25,61 s | 51,81 s |
| 10    | Marc Zickbauer         | AUT  | 26,38 s | 26,01 s | 52,39 s |
| 11    | Michael Stocker        | AUT  | 26,47 s | 25,93 s | 52,40 s |
| 12    | Peter Paukovits        | AUT  | 26,62 s | 25,79 s | 52,41 s |
| 13    | Jiří Russwurm          | CZE  | 26,74 s | 25,71 s | 52,45 s |
| 14    | Pietro Guerini         | ITA  | 26,50 s | 26,00 s | 52,50 s |
| 15    | Alidad Saveh Shemshaki | IRN  | 26,40 s | 26,11 s | 52,51 s |
| 16    | Michael Bernshausen    | GER  | 26,82 s | 26,04 s | 52,86 s |
| 17    | Hossein Kalhor (1984)  | IRN  | 26,62 s | 26,31 s | 52,93 s |
| 18    | Lukáš Brýdl            | CZE  | 26,80 s | 26,36 s | 53,16 s |
| 19    | Stefan Portmann        | SUI  | 27,00 s | 26,29 s | 53,29 s |
| 20    | Stefano Strazzabosco   | ITA  | 26,98 s | 26,41 s | 53,39 s |
| 21    | Mario Matter           | SUI  | 26,99 s | 26,47 s | 53,46 s |
| 22    | Daniel Graf            | SUI  | 27,14 s | 26,56 s | 53,70 s |
| 23    | Aleš Mlíčka            | CZE  | 27,15 s | 26,65 s | 53,80 s |
| 24    | Jan Gardavský          | CZE  | 27,18 s | 26,74 s | 53,92 s |
| 25    | Seyed Yasser Seyd      | IRN  | 27,33 s | 26,71 s | 54,04 s |
| 26    | Michal Klimeš          | CZE  | 27,27 s | 26,80 s | 54,07 s |
| 27    | Rahmatollah Moghdid    | IRN  | 27,24 s | 26,85 s | 54,09 s |
| 28    | Afshin Kalhor          | IRN  | 27,31 s | 26,81 s | 54,12 s |
| 29    | Seyed Javad Seyd       | IRN  | 27,38 s | 26,78 s | 54,16 s |
| 30    | Takuya Asukai          | JPN  | 27,55 s | 26,70 s | 54,25 s |
| 31    | Seyed Reza Seyd        | IRN  | 28,37 s | 26,98 s | 55,35 s |
| 32    | André Weihrauch        | GER  | 28,22 s | 27,61 s | 55,83 s |
| 33    | Andreas Lechner        | AUT  | 28,14 s | 28,11 s | 56,25 s |
| 34    | Toyohiko Ishikawa      | JPN  | 28,66 s | 28,21 s | 56,87 s |

Datum: 8. September 2005

Startzeit: 14:00 Uhr / 16:30 Uhr
Von 38 gestarteten Läufern fiel einer aus und drei wurden disqualifiziert; 34 Läufer (89 Prozent) kamen in die Wertung.
- Disqualifiziert im ersten Lauf (2):

Martin Štěpánek (CZE), Masayuki Kikawa (JPN)
- Ausgeschieden im zweiten Lauf (1):

Mahmood Gholami (IRN)
- Disqualifiziert im zweiten Lauf (1):

Seyed Mojtaba Seyd (IRN)
- Nicht gestartet im ersten Lauf (1):

Hossein Kalhor (1982) (IRN)

### Super-G
| Platz | Name                   | Land | Zeit    |
| ----- | ---------------------- | ---- | ------- |
| 01    | Edoardo Frau           | ITA  | 26,57 s |
| 02    | Riccardo Lorenzone     | ITA  | 26,98 s |
| 03    | Jindřich Jež           | CZE  | 26,99 s |
| 04    | Jan Němec              | CZE  | 27,17 s |
| 05    | Mahmood Gholami        | IRN  | 27,22 s |
| 06    | Martin Štěpánek        | CZE  | 27,39 s |
| 07    | Jiří Russwurm          | CZE  | 27,48 s |
| 08    | Fausto Cerentin        | ITA  | 27,53 s |
| 09    | Stefan Portmann        | SUI  | 27,54 s |
| 10    | Michael Stocker        | AUT  | 27,59 s |
| 11    | Marcus Peschek         | AUT  | 27,67 s |
| 12    | Michael Bernshausen    | GER  | 27,68 s |
| 12    | Pietro Guerini         | ITA  | 27,68 s |
| 14    | Lorenzo Gritti         | ITA  | 27,74 s |
| 15    | Hossein Kalhor (1982)  | IRN  | 27,76 s |
| 16    | Daniel Graf            | SUI  | 27,79 s |
| 17    | Alidad Saveh Shemshaki | IRN  | 27,81 s |
| 18    | Aleš Mlíčka            | CZE  | 27,87 s |
| 19    | Lukáš Brýdl            | CZE  | 27,94 s |
| 20    | Mario Matter           | SUI  | 27,99 s |
| 21    | Michal Klimeš          | CZE  | 28,07 s |
| 21    | Domenic Senn           | SUI  | 28,07 s |
| 23    | Seyed Reza Seyd        | IRN  | 28,17 s |
| 24    | Marc Zickbauer         | AUT  | 28,22 s |
| 25    | Peter Paukovits        | AUT  | 28,25 s |
| 26    | Hossein Kalhor (1984)  | IRN  | 28,31 s |
| 27    | Afshin Kalhor          | IRN  | 28,52 s |
| 28    | Jan Gardavský          | CZE  | 28,58 s |
| 29    | Takuya Asukai          | JPN  | 28,77 s |
| 30    | Stefano Strazzabosco   | ITA  | 28,78 s |
| 31    | Seyed Javad Seyd       | IRN  | 28,80 s |
| 32    | Seyed Yasser Seyd      | IRN  | 28,94 s |
| 33    | Seyed Mojtaba Seyd     | IRN  | 29,05 s |
| 34    | Andreas Lechner        | AUT  | 29,21 s |
| 35    | Toyohiko Ishikawa      | JPN  | 29,61 s |

Datum: 9. September 2005

Startzeit: 14:00 Uhr
Von 39 gestarteten Läufern fielen drei aus und ein weiterer wurde disqualifiziert; 35 Läufer (90 Prozent) kamen in die Wertung.
- Ausgeschieden (3):

Stefano Sartori (ITA), Masayuki Kikawa (JPN), André Weihrauch (GER)
- Disqualifiziert (1):

Rahmatollah Moghdid (IRN)

### Kombination
| Platz | Name                   | Land | Zeit SL     | Zeit SG | Gesamt      |
| ----- | ---------------------- | ---- | ----------- | ------- | ----------- |
| 01    | Jan Němec              | CZE  | 55,03 s     | 27,17 s | 1:22,20 min |
| 02    | Edoardo Frau           | ITA  | 56,73 s     | 26,57 s | 1:23,30 min |
| 03    | Michael Stocker        | AUT  | 57,21 s     | 27,59 s | 1:24,80 min |
| 04    | Fausto Cerentin        | ITA  | 57,56 s     | 27,53 s | 1:25,09 min |
| 05    | Pietro Guerini         | ITA  | 57,75 s     | 27,68 s | 1:25,43 min |
| 06    | Stefan Portmann        | SUI  | 57,95 s     | 27,54 s | 1:25,49 min |
| 07    | Daniel Graf            | SUI  | 57,87 s     | 27,79 s | 1:25,66 min |
| 08    | Martin Štěpánek        | CZE  | 58,76 s     | 27,39 s | 1:26,15 min |
| 09    | Michal Klimeš          | CZE  | 58,10 s     | 28,07 s | 1:26,17 min |
| 10    | Domenic Senn           | SUI  | 58,70 s     | 28,07 s | 1:26,77 min |
| 11    | Peter Paukovits        | AUT  | 58,78 s     | 28,25 s | 1:27,03 min |
| 12    | Marc Zickbauer         | AUT  | 59,02 s     | 28,22 s | 1:27:24 min |
| 13    | Mario Matter           | SUI  | 59,97 s     | 27,99 s | 1:27,96 min |
| 14    | Alidad Saveh Shemshaki | IRN  | 1:00,49 min | 27,81 s | 1:28,30 min |
| 15    | Jindřich Jež           | CZE  | 1:02,25 min | 26,99 s | 1:29,24 min |
| 16    | Seyed Reza Seyd        | IRN  | 1:01,62 min | 28,17 s | 1:29,79 min |
| 17    | Takuya Asukai          | JPN  | 1:01,48 min | 28,77 s | 1:30,25 min |
| 18    | Afshin Kalhor          | IRN  | 1:01,92 min | 28,52 s | 1:30,44 min |
| 19    | Aleš Mlíčka            | CZE  | 1:04,09 min | 27,87 s | 1:31,96 min |
| 20    | Lorenzo Gritti         | ITA  | 1:05,50 min | 27,74 s | 1:33,24 min |
| 21    | Toyohiko Ishikawa      | JPN  | 1:03,76 min | 29,61 s | 1:33,37 min |
| 22    | Stefano Strazzabosco   | ITA  | 1:06,16 min | 28,78 s | 1:34,94 min |
| 23    | Jan Gardavský          | CZE  | 1:06,47 min | 28,58 s | 1:35,05 min |

Datum: 7./9. September 2005
23 Läufer beendeten sowohl den Slalom als auch den Super-G und wurden in der Kombination gewertet.

## Ergebnisse Damen

### Slalom
| Platz | Name                  | Land | Zeit 1. | Zeit 2. | Gesamt      |
| ----- | --------------------- | ---- | ------- | ------- | ----------- |
| 01    | Nadja Vogel           | SUI  | 29,86 s | 31,92 s | 1:01,78 min |
| 02    | Anna-Lena Büdenbender | GER  | 29,85 s | 32,14 s | 1:01,99 min |
| 03    | Petra Mlejnková       | CZE  | 30,33 s | 32,10 s | 1:02,43 min |
| 04    | Ilaria Sommavilla     | ITA  | 30,56 s | 32,23 s | 1:02,79 min |
| 05    | Zuzana Gardavská      | CZE  | 31,15 s | 32,30 s | 1:03,45 min |
| 06    | Yukiyo Shintani       | JPN  | 31,54 s | 33,11 s | 1:04,65 min |
| 07    | Andrea Duve           | GER  | 32,38 s | 34,61 s | 1:06,99 min |
| 08    | Ingrid Hirschhofer    | AUT  | 30,11 s | 38,38 s | 1:08,49 min |
| 09    | Marjan Kalhor         | IRN  | 33,50 s | 36,54 s | 1:10,04 min |
| 10    | Antonella Manzoni     | ITA  | 29,89 s | 40,25 s | 1:10,14 min |
| 11    | Veronika Sustrová     | CZE  | 31,68 s | 43,84 s | 1:15,52 min |

Datum: 7. September 2005

Startzeit: 14:00 Uhr / 16:30 Uhr
Von 16 gestarteten Läuferinnen fielen drei aus und weitere zwei wurden disqualifiziert; elf Läuferinnen (69 Prozent) kamen in die Wertung.
- Ausgeschieden im ersten Lauf (1):

Mitra Kalhor (IRN)
- Disqualifiziert im ersten Lauf (2):

Fatemeh Mahdavian (IRN), Samira Zargar (IRN)
- Ausgeschieden im zweiten Lauf (2):

Lenka Gábrišová (SVK), Saori Nakano (JPN)
- Nicht gestartet im ersten Lauf (2):

Sahar Davari (IRN), Samin Davari (IRN)

### Riesenslalom
| Platz | Name                  | Land | Zeit 1. | Zeit 2. | Gesamt      |
| ----- | --------------------- | ---- | ------- | ------- | ----------- |
| 01    | Ingrid Hirschhofer    | AUT  | 27,71 s | 27,29 s | 55,00 s     |
| 02    | Antonella Manzoni     | ITA  | 27,86 s | 27,33 s | 55,19 s     |
| 03    | Nadja Vogel           | SUI  | 27,91 s | 27,38 s | 55,29 s     |
| 04    | Anna-Lena Büdenbender | GER  | 28,15 s | 27,29 s | 55,44 s     |
| 05    | Petra Mlejnková       | CZE  | 28,64 s | 27,86 s | 56,50 s     |
| 06    | Yukiyo Shintani       | JPN  | 28,86 s | 27,65 s | 56,51 s     |
| 07    | Andrea Duve           | GER  | 28,85 s | 28,58 s | 57,43 s     |
| 08    | Marjan Kalhor         | IRN  | 32,36 s | 31,50 s | 1:03,86 min |
| 09    | Fatemeh Mahdavian     | IRN  | 52,29 s | 30,93 s | 1:23,22 min |
| 10    | Mitra Kalhor          | IRN  | 57,11 s | 32,41 s | 1:29,52 min |

Datum: 8. September 2005

Startzeit: 14:00 Uhr / 16:30 Uhr
Von 18 gestarteten Läuferinnen fielen zwei aus und weitere fünf wurden disqualifiziert, eine startete nicht im zweiten Durchgang; zehn Läuferinnen (56 Prozent) kamen in die Wertung.
- Ausgeschieden im ersten Lauf (1):

Samira Zargar (IRN)
- Disqualifiziert im ersten Lauf (5):

Lenka Gábrišová (SVK), Zuzana Gardavská (CZE), Veronika Sustrová (CZE), Saori Nakano (JPN), Sahar Davari (IRN)
- Ausgeschieden im zweiten Lauf (1):

Samin Davari (IRN)
- Nicht gestartet im zweiten Lauf (1):

Ilaria Sommavilla (ITA)

### Super-G
| Platz | Name                  | Land | Zeit        |
| ----- | --------------------- | ---- | ----------- |
| 01    | Ingrid Hirschhofer    | AUT  | 28,75 s     |
| 02    | Zuzana Gardavská      | CZE  | 29,00 s     |
| 03    | Nadja Vogel           | SUI  | 29,24 s     |
| 04    | Antonella Manzoni     | ITA  | 29,37 s     |
| 05    | Anna-Lena Büdenbender | GER  | 29,79 s     |
| 06    | Saori Nakano          | JPN  | 29,99 s     |
| 07    | Petra Mlejnková       | CZE  | 30,38 s     |
| 08    | Yukiyo Shintani       | JPN  | 30,47 s     |
| 09    | Veronika Sustrová     | CZE  | 30,88 s     |
| 10    | Andrea Duve           | GER  | 30,94 s     |
| 11    | Ilaria Sommavilla     | ITA  | 30,95 s     |
| 12    | Samira Zargar         | IRN  | 33,13 s     |
| 13    | Marjan Kalhor         | IRN  | 33,18 s     |
| 14    | Mitra Kalhor          | IRN  | 35,25 s     |
| 15    | Fatemeh Mahdavian     | IRN  | 35,49 s     |
| 16    | Sahar Davari          | IRN  | 46,91 s     |
| 17    | Samin Davari          | IRN  | 1:00,80 min |

Datum: 9. September 2005

Startzeit: 14:00 Uhr
Alle 17 gestarteten Läuferinnen kamen in die Wertung.
- Nicht gestartet:

Lenka Gábrišová (SVK)

### Kombination
| Platz | Name                  | Land | Zeit SL     | Zeit SG | Gesamt      |
| ----- | --------------------- | ---- | ----------- | ------- | ----------- |
| 01    | Nadja Vogel           | SUI  | 1:01,78 min | 29,24 s | 1:31,02 min |
| 02    | Anna-Lena Büdenbender | GER  | 1:01,99 min | 29,79 s | 1:31,78 min |
| 03    | Zuzana Gardavská      | CZE  | 1:03,45 min | 29,00 s | 1:32,45 min |
| 04    | Petra Mlejnková       | CZE  | 1:02,43 min | 30,38 s | 1:32,81 min |
| 05    | Ilaria Sommavilla     | ITA  | 1:02,79 min | 30,95 s | 1:33,74 min |
| 06    | Yukiyo Shintani       | JPN  | 1:04,65 min | 30,47 s | 1:35,12 min |
| 07    | Ingrid Hirschhofer    | AUT  | 1:08,49 min | 28,75 s | 1:37,24 min |
| 08    | Andrea Duve           | GER  | 1:06,99 min | 30,94 s | 1:37,93 min |
| 09    | Antonella Manzoni     | ITA  | 1:10,14 min | 29,37 s | 1:39,51 min |
| 10    | Marjan Kalhor         | IRN  | 1:10,04 min | 33,18 s | 1:43,22 min |
| 11    | Veronika Sustrová     | CZE  | 1:15,52 min | 30,88 s | 1:46,40 min |

Datum: 7./9. September 2005
Elf Läuferinnen beendeten sowohl den Slalom als auch den Super-G und wurden in der Kombination gewertet.